# Nebulosa (Marvel Comics)
Nebulosa (no original, Nebula) é uma personagem fictícia que aparece nos quadrinhos americanos publicados pela Marvel Comics. Criada por Roger Stern e John Buscema, apareceu pela primeira vez em The Avengers # 257 (julho de 1985). Uma ciborgue pirata e mercenária que opera no espaço sideral, a personagem frequentemente aparece como inimigo dos Vingadores, Guardiões da Galáxia e Surfista Prateado.
Nebula apareceu em várias adaptações dos quadrinhos da Marvel, incluindo séries animadas de televisão e videogames . Karen Gillan retrata o personagem no Universo Cinematográfico Marvel, começando com o filme Guardiões da Galáxia, de 2014, e sua sequência de 2017, Guardians of the Galaxy Vol. 2. Ela reprisou o papel no filme de 2018 Avengers: Infinity War e no filme de 2019 Avengers: Endgame. Nos filmes, ela passou de vilã para anti-heroína, antes de se tornar genuinamente heróica.

## História de publicação
Nebula foi criado pelo escritor Roger Stern e pelo artista John Buscema, e apareceu pela primeira vez em The Avengers # 257 (julho de 1985).
Nebula pediu ao segundo Capitão Marvel que se juntasse ao seu grupo de mercenários e os ajudasse a conquistar o Império Skrull . No entanto, o Senhor da Vela descobriu que a Nebula havia massacrado os Xandarians. Nebula usou sua frota espacial para atacar a armada espacial Skrull e os Vingadores.
Nebula então planejou ganhar poder absoluto usando o compressor atômico do cientista da Terra, Dr. Harker, para liberar grandes quantidades de energia que foram absorvidas pela Infinity Union (embora essa tentativa quase tenha provocado o fim do universo quando o experimento causou um segundo Big Bang para aniquilar tudo antes que um pequeno grupo de Vingadores - Capitão América, Homem de Ferro, Thor, Homem-Aranha e Sersi - conseguissem escapar da destruição e encerrar o equipamento a tempo de negar o desfazer da existência). Ela lutou contra os Vingadores e absorveu energias da Infinity Union através do implante em seu cérebro. Como ela lutou contra os Vingadores, ela perdeu seus poderes quando Sersi removeu o implante cerebral. Nebula então escapou.

## Em outros meios

### Televisão
- Nebulosa aparece em um episódio de duas partes do desenho do Surfista Prateado, de 1999.
- Nebula aparece em três episódios de The Super Hero Squad Show, dublada por Jane Lynch e sendo irmã mais velha de Thanos.
- Nebulosa é personagem recorrente na série animada dos Guardiões da Galáxia, dublada por Cree Summer.
- Nebulosa aparece em Lego Marvel Super Heroes - Guardians of the Galaxy: The Thanos Threat.

### Cinema

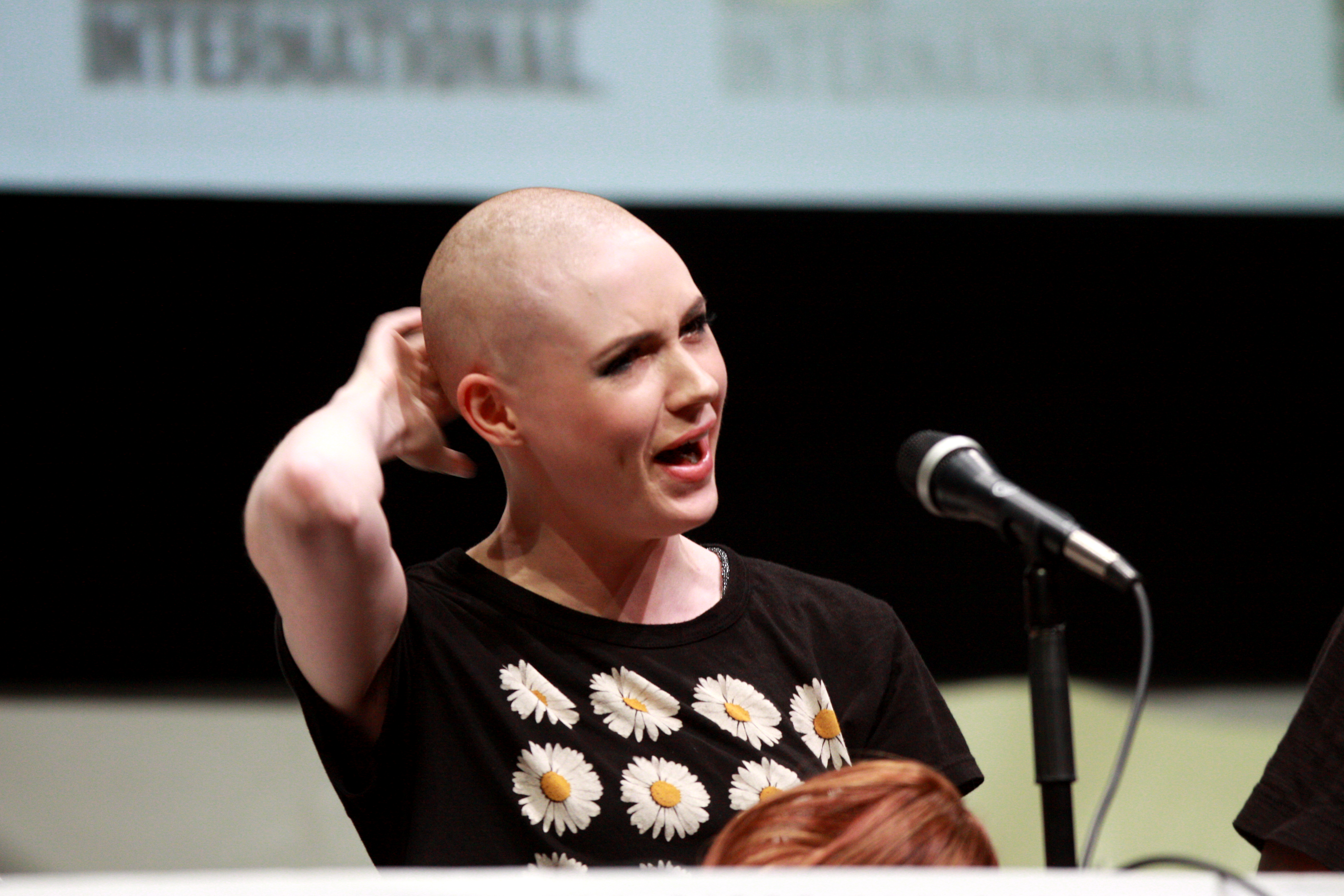
Karen Gillan chegou a raspar a cabeça para interpretar Nebulosa em Guardiões da Galáxia.

Karen Gillan interpreta Nebulosa no Universo Cinematográfico Marvel. Ela foi criada por Thanos junto da irmã adotiva Gamora. Em meio à rivalidade de ambas, Thanos decidiu que toda vez que Nebulosa perdesse uma luta para Gamora ele a mutilaria, substituindo partes de seu corpo por aprimoramentos cibernéticos. Isso imbuiu Nebulosa com um ódio profundo em relação a Thanos. Ela finalmente se reforma, ajudando os Guardiões da Galáxia e os Vingadores a derrotar seus adversários.
- Nebulosa é apresentado à franquia em Guardiões da Galáxia, de 2014.[3] Ela é enviada por Thanos ao lado de Gamora para ajudar Ronan, o Acusador, a adquirir um orbe contendo uma das Pedras do Infinito . Quando Ronan descobre a capacidade da Pedra do Poder e trai Thanos com a intenção de usar a Pedra para destruir Xandar, Nebula decide acompanhá-lo ao saber que Ronan prometeu matar Thanos em seguida. Após Nebulosa ser derrotada em combate por Gamora, recusa-se a ser salva por ela, cortando sua mão mecânica para cair em cima de uma nave, que ela usa para escapar.
- Nebula aparece novamente em 2017 Guardians of the Galaxy Vol. 2.[4] Nebulosa foi presa pela raça Sovereign tentando roubar baterias Anulax, e os Guardiões fazem uma troca de tais baterias por Nebulosa, com o intuito de entregá-la em Xandar. Mas como Rocket Raccoon roubou algumas das bateriais, os Sovereign atacam e fazem os Guardiões fazerem um pouso forçado em um planeta próximo. Rocket e Baby Groot vigiam Nebulosa enquanto o resto é levado por Ego ao seu planeta. Mas Nebula eventualmente engana Groot para libertá-la e ela pega Rocket e Yondu Udonta em benefício do motim deste último orquestrado por Taserface. Nebula convence os Saqueadores a lhe darem uma nave, que ela usa para ir até Ego atacar Gamora. Após ela finalmente vence Gamora em combate, as duas entram em uma aliança desconfortável enquanto eles aprendem sobre a verdadeira natureza de Ego. Nebulosa ajuda os Guardiões a matar Ego, mais tarde se separando de Gamora recusando a oferta de se unir aos Guardiões para ir atrás de Thanos.
- Nebula reaparece no filme de 2018 Avengers: Infinity War.[5] Nebulosa foi capturada por Thanos após uma tentativa de matá-lo, e é mantida presa em sua nave-mãe. Após capturar Gamora, Thanos tortura Nebulosa para coagir Gamora a levá-lo para a Pedra da Alma. Nebulosa depois escapa e chega em Titã enquanto Thanos está sendo combatido pelos Guardiões Senhor das Estrelas, Drax e Mantis, bem como os Vingadores Homem de Ferro, Homem-Aranha e Doutor Estranho, e ajuda-os na luta. Ela e o Homem de Ferro são os únicos sobreviventes no planeta após Thanos dizimar metade do universo.
- Gillan reprisa seu papel em Avengers: Endgame (2019),[5] interpretando duas versões de Nebulosa. A versão atual faz amizade com Homem de Ferro enquanto encalhada no espaço, e após ir para a Terra ajuda os Vingadores a encontrarem Thanos em um refúgio onde ele revela ter usado o poder das Pedras para destruí-las e não reverter sua dizimação. Cinco anos depois, tendo ajudado os Vingadores em missões pelo universo, participa da operação para tirar as Pedras do passado indo com Máquina de Combate pegar a Pedra do Poder em 2014, à época de Guardians of the Galaxy. Porém na hora de retornar é bloqueada porque sua rede neural é a mesma da Nebulosa do passado, levando a um curto-circuito. Thanos descobre essa Nebulosa do futuro, a captura e usa suas memórias para descobrir o que irá acontecer, bem como usando a Nebulosa do passado para contra-atacar. A Nebulosa infiltrada vai para o futuro e abre um portal temporal para trazer as forças do Thanos de 2014. Na batalha que se segue, a Nebulosa do presente convence a Gamora aliada ao Thanos de 2014 a traí-lo, e mata sua versão alternativa. Após o término da batalha, ela se junta oficialmente aos Guardiões da Galáxia, apesar de Gamora ter desaparecido.
- Thor: Love and Thunder, de 2022, tem uma breve aparição de Nebulosa enquanto Thor é parte dos Guardiões.
- Em Guardians of the Galaxy Vol. 3, de 2023, Nebulosa terminou de reconstruir Luganenhum (que foi comprada do Colecionador em The Guardians of the Galaxy Holiday Special) como nova base dos Guardiões, quando o lugar é atacado por Adam Warlock, que fere Rocket. Tentando tratá-lo, Nebulosa descobre que Rocket tem um dispositivo programado para matá-lo em caso de interferência, e para desativá-lo e salvar Rocket os Guardiões vão atrás de seu criador, o Alto Evolucionário. Após o confronto final Nebulosa deixa os Guardiões para junto de Drax cuidar de Luganhenhum e criar um grupo de crianças que foram resgatadas do Alto Evolucionário.

### Games
- Nebulosa é a penúltima chefe do jogo de 1996 Marvel Super Heroes: War of the Gems, antes do próprio Thanos.
- Nebula aparece em Marvel Super Hero Squad: The Infinity Gauntlet, novamente dublada por Jane Lynch.
- Nebula é uma vilã em Marvel: Avengers Alliance
- Nebulosa é personagem jogável em Marvel: Future Fight,  Marvel Avengers Academy, Lego Marvel Avengers e Lego Marvel Super Heroes 2.
- Nebulosa aparece em Guardians of the Galaxy: The Telltale Series.